# Campionati del mondo di ciclocross 2023 - Staffetta mista a squadre
La staffetta mista a squadre dei Campionati del mondo di ciclocross 2023 si è svolta il 3 febbraio 2023 su un percorso iniziale di 150 m più un circuito di 3,2 km da ripetere per 6 volte, per un totale di 18,7 km, con partenza e arrivo a Hoogerheide, nei Paesi Bassi. La medaglia d'oro fu appannaggio dei padroni di casa dei Paesi Bassi, al suo primo successo nella specialità, il quale completò il percorso con il tempo di 42'05"; l'argento andò al sestetto della Gran Bretagna e il bronzo a quello del Belgio.
All'arrivo, 10 squadre su 10 partenti terminarono la corsa. 

## Ordine d'arrivo
| Pos. | Corridore                                                                                            | Squadra       | Tempo   |
| ---- | --- | ------------- | ------- |
| 1    | Tibor Del Grosso Guus van den Eijnden Lauren Molengraaf Leonie Bentveld Fem van Empel Ryan Kamp      | Paesi Bassi   | 42'05"  |
| 2    | Zoe Bäckstedt Joseph Blackmore Cat Ferguson Alfie Amey Anna Kay Thomas Mein                          | Gran Bretagna | a 31"   |
| 3    | Antoine Jamin Julie Brouwers Joran Wyseure Marion Norbert-Riberolle Xaydee Van Sinaey Laurens Sweeck | Belgio        | a 33"   |
| 4    | Rémi Lelandais Célia Gery Line Burquier Léo Bisiaux Hélène Clauzel Joshua Dubau                      | Francia       | a 37"   |
| 5    | Filippo Fontana Tommaso Cafueri Silvia Persico Asia Zontone Federica Venturelli Davide Toneatti      | Italia        | a 52"   |
| 6    | Curtis White Daniel English Lizzy Gunsalus Vida Lopez de San Roman Madigan Munro Andrew Strohmeyer   | Stati Uniti   | a 1'19" |
| 7    | Michael Van Den Ham Evan Russell Maghalie Rochette Ava Holmgren Isabella Holmgren Ian Ackert         | Canada        | a 1'33" |
| 8    | Václav Ježek Katerina Hladiková Vanda Dlasková Matyáš Fiala Kristýna Zemanová Michael Boroš          | Rep. Ceca     | a 1'54" |
| 9    | Marek Konwa Szymon Pomian Malwina Mul Alicja Matuła Antonina Białek Brajan Swider                    | Polonia       | a 2'57" |
| 10   | David Risberg Paul Greijus Ville Merlov Stina Kagevi Emma Belforth Caroline Andersson                | Svezia        | a 3'09" |